# Descurainia tanacetifolia
Descurainia tanacetifolia là một loài thực vật có hoa trong họ Cải. Loài này được (L.) Prantl mô tả khoa học đầu tiên năm 1892.